# Nonnus punctulatus
Nonnus punctulatus är en stekelart som först beskrevs av Szepligeti 1916.  Nonnus punctulatus ingår i släktet Nonnus och familjen brokparasitsteklar. Inga underarter finns listade i Catalogue of Life.